# Опыт Хаммара
Опыт Хаммара — эксперимент, разработанным и проведённым Густавом Вильгельмом Хаммаром (1935) для проверки гипотезы увлечения эфира. Его отрицательный результат опроверг некоторые конкретные модели увлечения эфира и подтвердил специальную теорию относительности.

## Обзор
Такие эксперименты, как опыт Майкельсона — Морли в 1887 г. (и более поздние, такие как опыт Троутона — Нобла в 1903 г. или опыт Троутона — Рэнкина в 1908 г.), представили доказательства против теории среды для распространения света, известной как светоносный эфир; теория, которая в то время была устоявшейся частью науки почти сто лет. Эти результаты поставили под сомнение то, что было центральным предположением современной на тот момент науки, а позже привели к развитию специальной теории относительности.
В попытке объяснить результаты опыта Майкельсона — Морли в контексте предполагаемой среды, эфира, было рассмотрено множество новых гипотез. Одно из предложений заключалось в том, что вместо того, чтобы проходить через статичный и неподвижный эфир, массивные объекты, такие как Земля, могут утягивать за собой часть эфира, что делает невозможным обнаружение «ветра». Оливер Лодж (1893—1897) был одним из первых, кто провёл проверку этой теории, используя вращающиеся и массивные свинцовые блоки в эксперименте, в котором пытались вызвать асимметричный эфирный ветер. Его испытания не дали заметных результатов, отличающихся от предыдущих испытаний эфирного ветра.
В 1920-х годах Дейтон Миллер повторил опыты Майкельсона — Морли. В конечном итоге он сконструировал аппарат таким образом, чтобы минимизировать массу на пути эксперимента, проведя его на вершине высокого холма в здании, сделанном из лёгких материалов. Он произвёл измерения, показывающие суточную дисперсию, предполагающую обнаружение «ветра», что он приписал отсутствию создания массы, в то время как предыдущие эксперименты проводились со значительной массой вокруг их аппарата.

## Опыт
Чтобы проверить утверждение Миллера, Хаммар провёл следующий эксперимент с использованием интерферометра с общим оптическим путём в 1935 году.
Используя полупосеребрённое зеркало А, он разделил луч белого света на два луча. Один луч направлялся в поперечном направлении в толстостенную стальную трубу, заканчивающуюся свинцовыми заглушками. В этой трубе луч отражался зеркалом D и направлялся в продольном направлении к другому зеркалу C на другом конце трубы. Там он отражался и направлялся в поперечном направлении к зеркалу B вне трубы. Из В он возвращался в А в продольном направлении. Другой луч проходил тот же путь в противоположном направлении.
Топология светового пути соответствовала интерферометру Саньяка с нечётным числом отражений. Интерферометры Саньяка обладают превосходной стабильностью контраста и интерференционных полос, а конфигурация с нечётным числом отражений лишь немного менее стабильна, чем конфигурация с чётным числом отражений. (При нечётном числе отражений встречно идущие лучи перевёрнуты по отношению друг к другу на большей части светового пути, так что топология немного отклоняется от строгого общего пути.) Относительная невосприимчивость его прибора к вибрации, механическим нагрузкам и температурным воздействиям позволила Хаммару обнаружить смещения полос всего на 1/10 полосы, несмотря на использование интерферометра на открытом воздухе в открытой среде без контроля температуры.
Подобно эксперименту Лоджа, аппарат Хаммара должен был вызвать асимметрию любого предполагаемого эфирного ветра. Ожидание Хаммара заключалось в том, что с помощью устройства выровненного перпендикулярно к эфирному ветру, длинные плечи будут в равной степени затронуты эфирным увлечением. Если устройство выровнено параллельно эфирному ветру, одно плечо будет больше подвержено влиянию эфира, чем другое. Ожидаемые времена распространения встречных лучей были вычислены Робертсоном и Нунаном:
{\displaystyle t_{1}={\frac {AB}{c+v}}+{\frac {BC+DA}{\sqrt {c^{2}-v^{2}}}}+{\frac {CD}{c-v+\Delta v}}}
{\displaystyle t_{2}={\frac {AB}{c-v}}+{\frac {BC+DA}{\sqrt {c^{2}-v^{2}}}}+{\frac {CD}{c+v-\Delta v}}}
где {\displaystyle \Delta v} — скорость увлекаемого эфира. Это даёт ожидаемую разницу во времени:
{\displaystyle \Delta t\simeq {\frac {2l\Delta v}{c^{2}}}}
1 сентября 1934 года Хаммар установил аппарат на вершине высокого холма в двух милях к югу от Москвы, штат Айдахо, и провёл множество наблюдений с аппаратом, повёрнутым во все стороны по азимуту, в светлое время суток 1, 2 и 3 сентября. Он не увидел смещения интерференционных полос, соответствующего верхнему пределу {\displaystyle \Delta v<0.074} км/с. Эти результаты считаются доказательством против гипотезы увлечения эфира, предложенной Миллером.

## Последствия гипотезы сопротивления эфира
Поскольку существовали разные идеи «эфирного сопротивления», интерпретация всех экспериментов с эфирным сопротивлением может быть выполнена в контексте каждой версии гипотезы.
1. Отсутствие или частичное увлечение любым объектом с массой. Об этом говорили такие учёные, как Огюстен Жан Френель и Франсуа Араго. Это было опровергнуто опытом Майкельсона — Морли.
2. Полное увлечение внутри или вблизи всех масс. Это было опровергнуто аберрацией света, эффектом Саньяка, опытами Оливера Лоджа и экспериментом Хаммара.
3. Полное увлечение внутри или вблизи только очень больших масс, таких как Земля. Это было опровергнуто аберрацией света, опытом Майкельсона — Гейла — Пирсона.